# Jiří Schwarz (herec)
Jiří Schwarz (* 22. září 1959 Praha) je český herec.
Vystudoval Státní konzervatoř v Praze, po jejím ukončení působil v letech 1980–1982 ve Státním divadle v Ostravě, kde hrál mimo jiné v inscenacích Jana Kačera. Mezi lety 1982 a 1991 hrál v pražském Realistickém divadle Zdeňka Nejedlého. Od začátku 90. let hraje v divadle spíše příležitostně, vystupuje např. v Městských divadlech pražských nebo na Letních shakespearovských slavnostech.
V televizi působí od poloviny 70. let 20. století, hrál v mnoha televizních filmech, pohádkách a seriálech (např. Četnické humoresky nebo Kriminálka Anděl). Na filmovém plátně se objevoval spíše v menších rolích, jeho největším dílem byla postava Karla Hynka Máchy v biografickém filmu Františka Vláčila Mág (1987). Je také staničním hlasem Primy.
Od konce 80. let se pravidelně věnuje dabingu, jeho hlas je slyšet v desítkách filmů a seriálů. Mezi velké role patří např. Darryl Morris v seriálu Čarodějky, Herkules v seriálu Herkules, Dylan Hunt v seriálu Andromeda či Worf v seriálu Star Trek: Stanice Deep Space Nine.

## Divadelní role, výběr
- 1985 Vasilij Šukšin: Čáry na dlani, Jegorka, Dmitrij, Realistické divadlo, režie Miroslav Krobot

## Práce pro rozhlas
- 2007 Rainer Maria Rilke: Tři povídky (Příběhy o milém Pánubohu; O jednom, co naslouchá kamenům, Scéna z ghetta v Benátkách), četba na pokračování, Český rozhlas, překlad Sergej Machonin, četl Jiří Schwarz, režie: Petr Mančal.
- 2017 Bruno Schulz: Skořicové krámy, přeložil: Otakar Bartoš, čte: Jiří Schwarz, režie Josef Červinka.[8]

## Audioknihy
- Labyrint z kostí, James Rollins, načetl Jiří Schwarz, vydala Audiotéka, 2017
- Neviditelný, Jaroslav Havlíček, načetl Jiří Schwarz, vydala Audiotéka, 2017. Vyšlo v edici Mistři slova.
- Uspořádání světa, vydala Audiotéka 2018
- Písečná bouře, vydala Audiotéka, 2018
- Mapa z kostí, Audiotéka, 2018
- Sedmá pohroma, Audiotéka, 2019
- Koruna démonů, Audiotéka, 2019
- Psychologie davu, Audiotéka, 2019
- Noční motýl, Audiotéka, 2019
- Letecké katastrofy a jejich vyšetřování 2, Audiotéka, 2020
- Černý řád, Audiotéka, 2020
- Zkouška ohněm, Audiotéka, 2020